# Antonio Flores Jijón

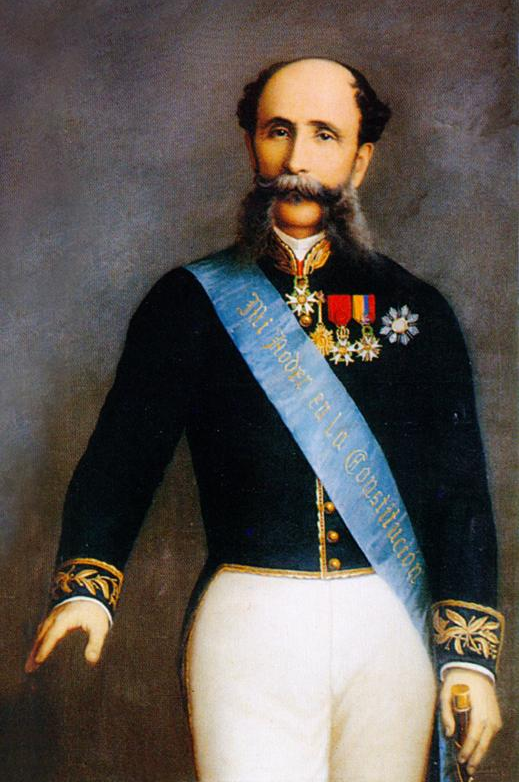
Antonio Flores Jijón

Juan Antonio María Flores y Jijón de Vivanco (* 23. Oktober 1833 in Quito; † 1912 oder 30. August 1915) war ein ecuadorianischer Politiker und Schriftsteller.
Der Sohn von Juan José Flores y Aramburú und Mercedes Jijón de Vivanco y Chiriboga hatte vom 17. August 1888 bis zum 30. Juni 1892 das Präsidentenamt von Ecuador inne. In seine Amtszeit fiel die Festlegung der Grenzen mit dem Nachbarland Peru im sogenannten García-Herrera-Vertrag.